# Phosphila lacruma
Phosphila lacruma là một loài bướm đêm trong họ Noctuidae.